# LP12 Mall of Berlin
LP12 Mall of Berlin, även kallat Mall of Berlin eller Leipziger Platz Quartier, är en galleria i Berlin. Den ligger vid Leipziger Platz, nära Potsdamer Platz. Gallerian byggdes 2011–14 och invigdes 25 september 2014. Gallerian är Tysklands största och en  av Europas största med sammanlagt 320 butiker på en butiksyta av 135 000 kvadratmeter. Den ligger i närheten av tunnelbanestationen Potsdamer Platz. På platsen har tidigare Kaufhaus Wertheim legat. Wertheim byggdes 1897 och var Europas största varuhus på sin tid, ariserat av nazisterna 1937 och sönderbombat under kriget.

## Bildgalleri

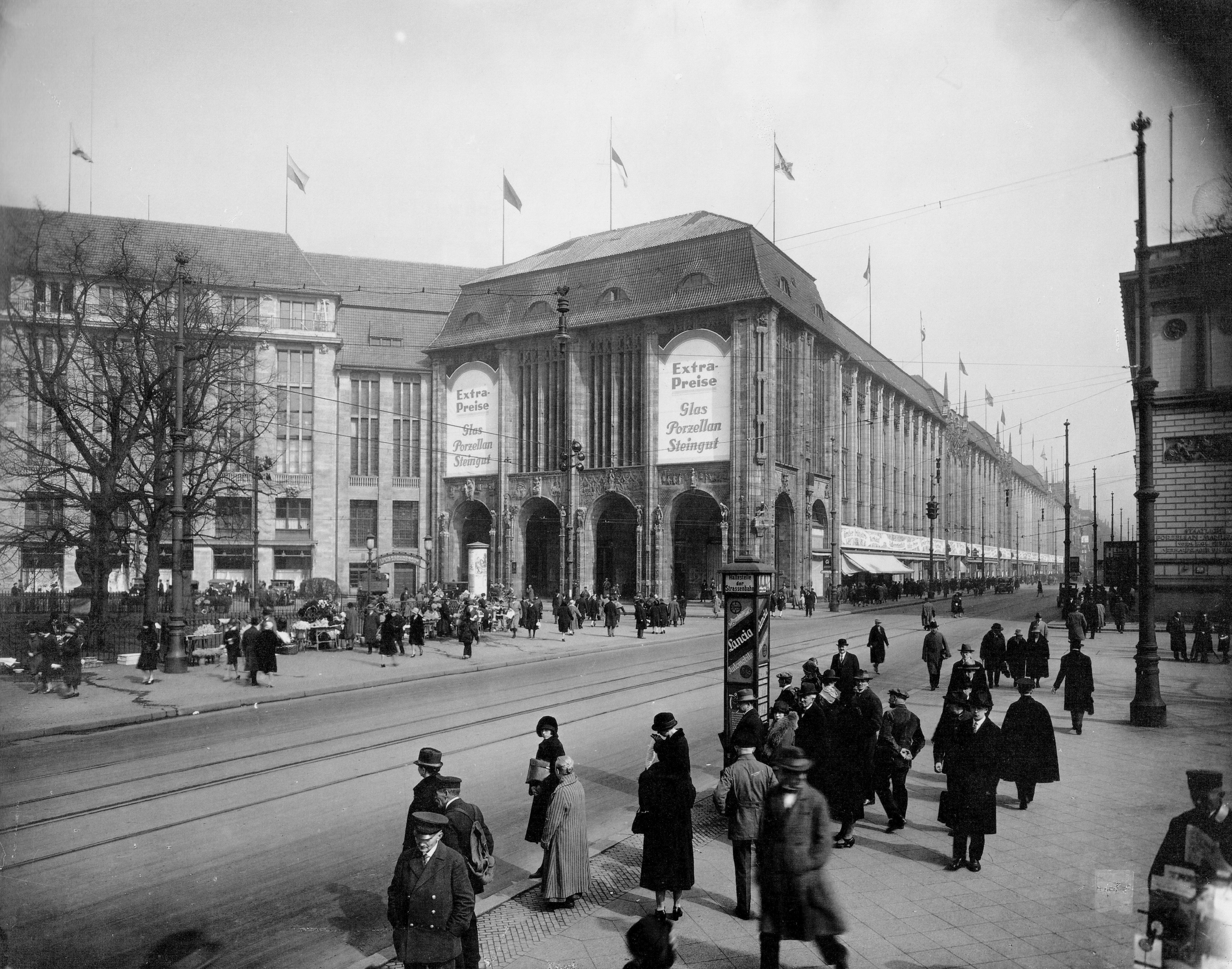
Kaufhaus Wertheim, Leipziger Platz 1920-talet
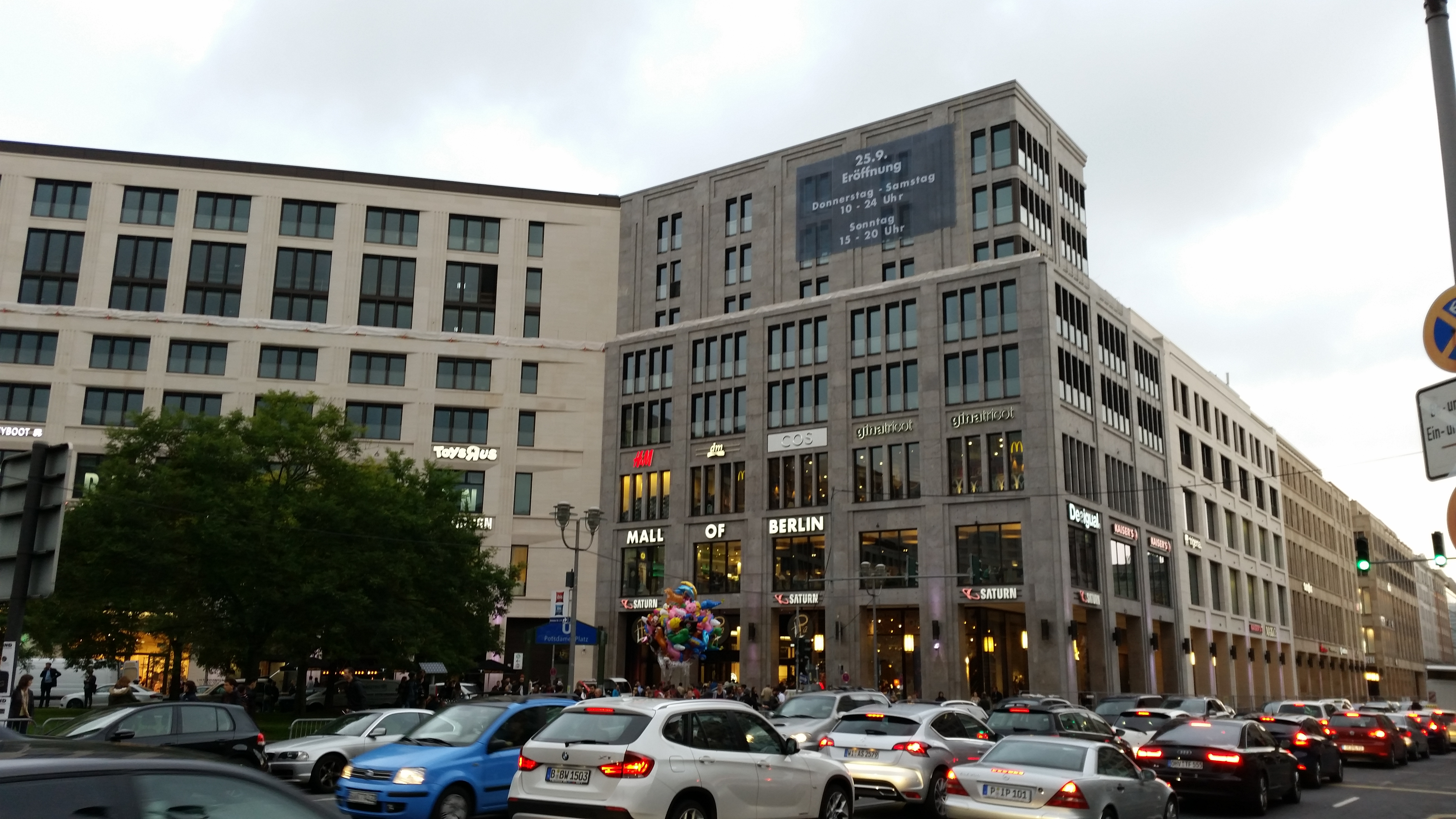
LP12 Mall of Berlin på samma plats 2014
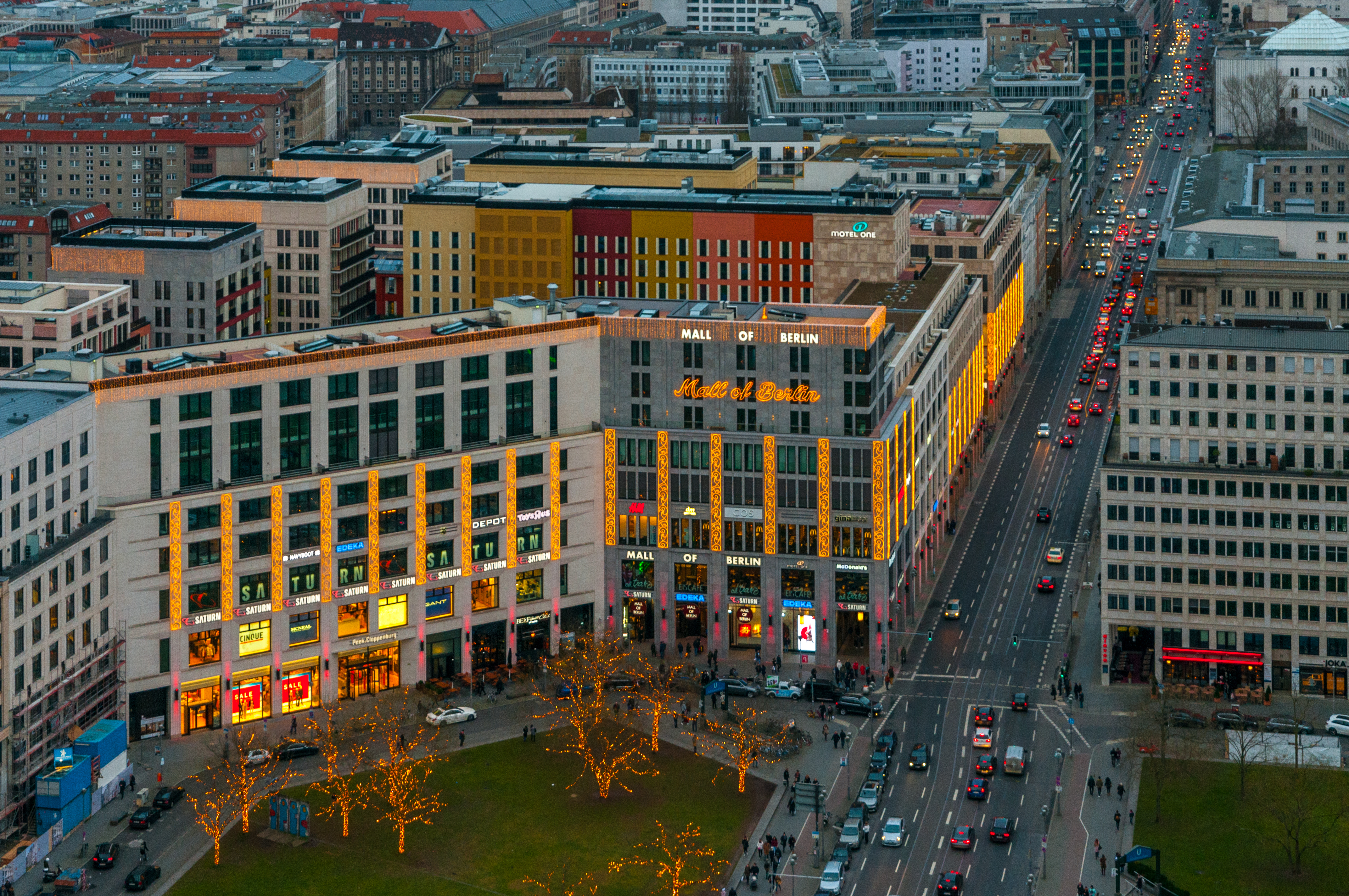
LP12 Mall of Berlin
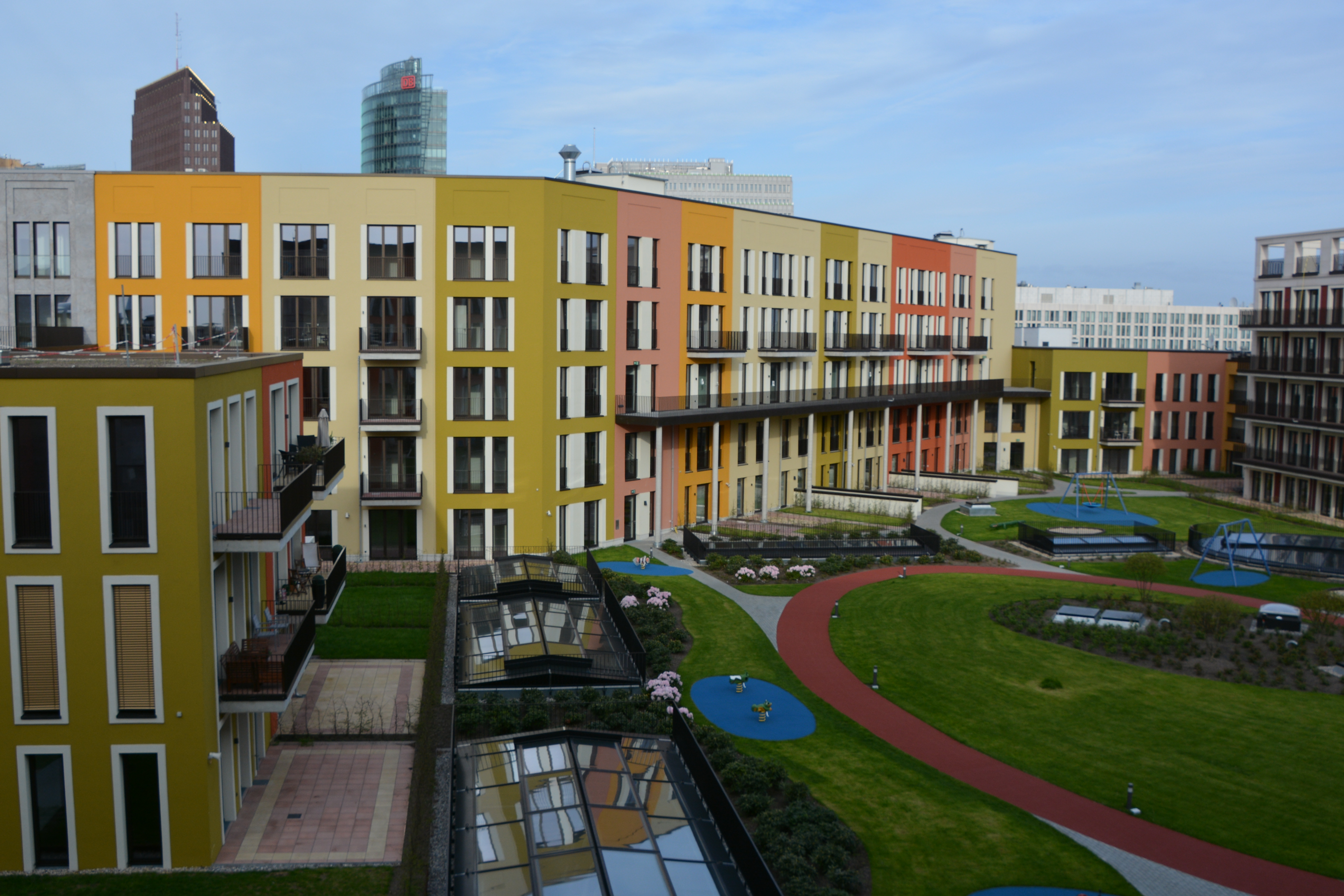
Innergården ovanpå butikerna